# Pachyserica squamifera
Pachyserica squamifera är en skalbaggsart som beskrevs av Frey 1972. Pachyserica squamifera ingår i släktet Pachyserica och familjen Melolonthidae. Inga underarter finns listade i Catalogue of Life.